# 恋化粧
『恋化粧』（こいげしょう）は、1955年（昭和30年）1月9日に公開された日本映画。製作、配給は東宝。モノクロ、スタンダード。同時上映は『やんちゃ娘行状記』。
下町の恋愛模様を描く。

## キャスト
- 大津力彌：池部良
- 初子：越路吹雪
- 園子：岡田茉莉子
- 石島：小泉博
- 雛菊：青山京子
- 孝助：井上大助
- マダム：中北千枝子
- 佐野：藤原釜足
- 吉ノ里：千葉信男
- 星野：小杉義男
- 山口刑事：恩田清二郎
- 青年社長：佐伯秀男
- 六蔵：谷晃
- 矢代：大村千吉
- 工場主：左卜全
- 池田：中山豊[3]
- 中島孝[3]
- 加藤茂雄[3]
- 河崎堅男[3]
- 津田光男[3]
- 馬野都留子[3]

## スタッフ
- 製作：田中友幸
- 原作：今日出海「吹けよ川風」
- 脚本：西島大
- 音楽：仁木他喜雄
- 撮影：飯村正
- 美術：北辰雄
- 録音：保坂有明
- 照明：石川緑郎
- 編集：平一二
- チーフ助監督：梶田興治
- 監督：本多猪四郎